# 綽兒馬罕
绰儿馬罕（？—1241年，羅馬化：Chūrmāghūn，见《史集》）又译作搠里蛮、搠力蛮、搠儿马罕、绰儿马浑，是蒙古雪你惕部人，一作帖格歹氏，為蒙古帝国成吉思汗与窝阔台时代的著名將领。他曾经是怯薛箭筒士（火儿赤，Qorchi，侍从大汗的弓箭手）。
《蒙古秘史》數次提到他，1219年，随成吉思汗西征。1221年，建议成吉思汗进军巴格达，并统军征伐。他曾隨哲別及速不台攻金及俄罗斯，欽察。1230年，因花剌子模王札兰丁復国，元太宗窝阔台命他率領三萬蒙古軍前去伊朗作战。1230年代中，开始作战，受命统兵三万蒙古军征札兰丁，与斡豁秃儿、蒙格秃的援军联兵攻打巴格达。在打败札兰丁后，同时使亚美尼亚与格鲁吉亚成为臣下。他本人驻在大不里士一带草原，被委任为该地镇守官，征贡收物。一生先后用兵中亚、西南亚，占据小亚细亚。
他在1241年因中風致哑，不久在窝阔台去世后、乃马真后称制之初的时候死去，他的位置由手下拜住接下。
他本人偏向基督教，亚美尼亚史家说他驻軍时基督教復兴。

## 延伸阅读
[在维基数据编辑]
 《新元史/卷150》，出自柯劭忞《新元史》